# Leica X1

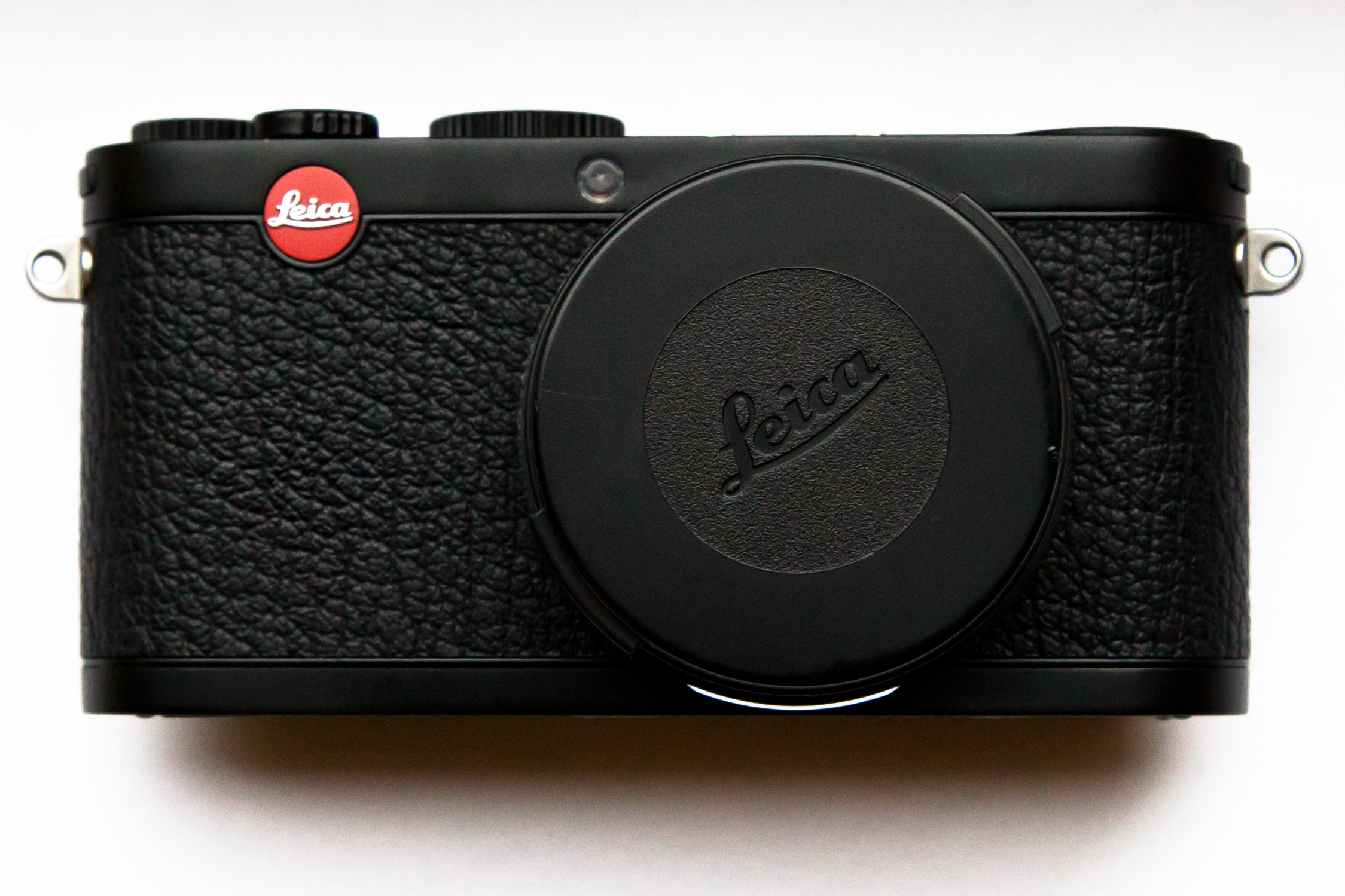
Leica X1 (Vorderansicht)

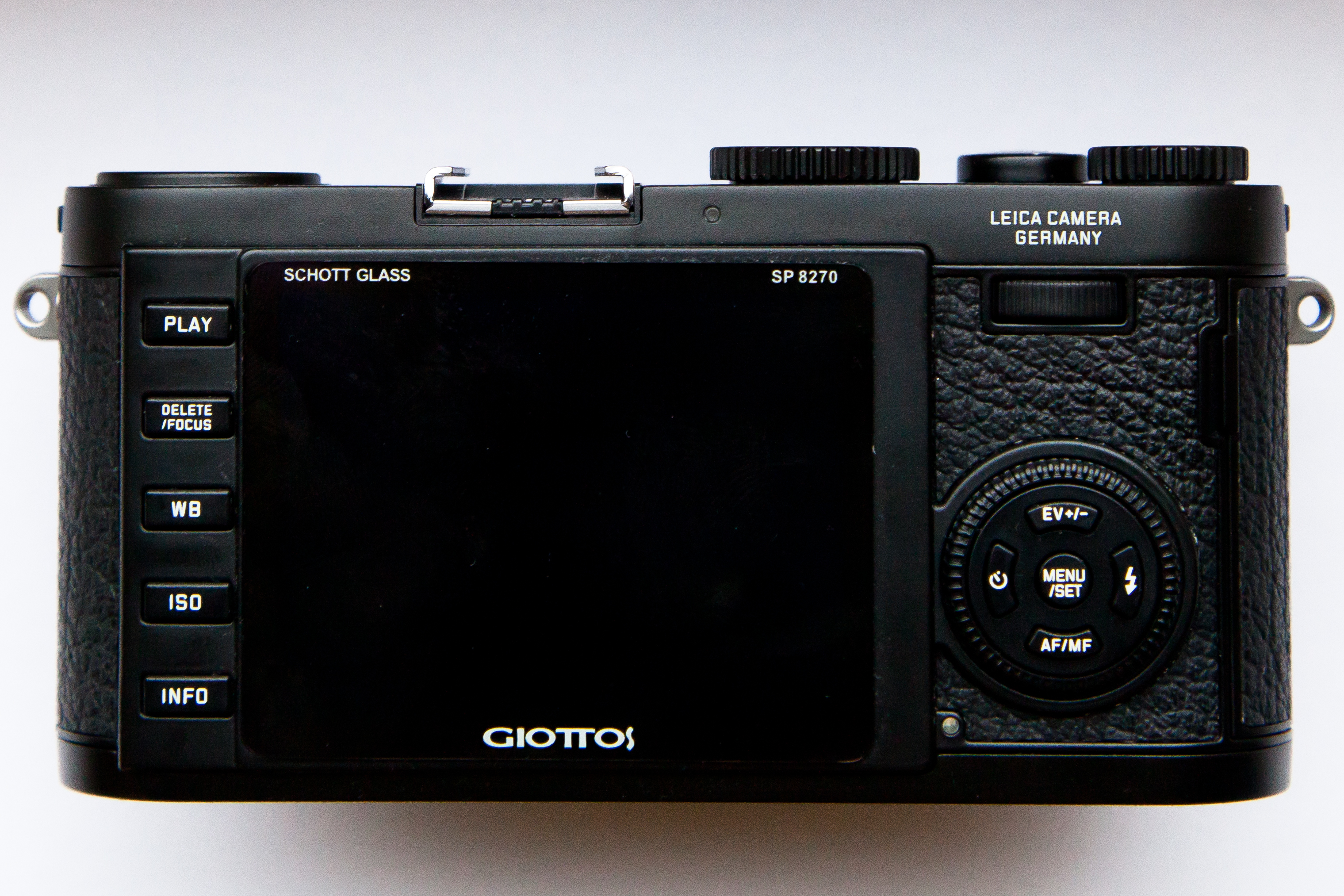
Leica X1 (Rückansicht)

Die Leica X1 ist eine digitale Kompaktkamera des deutschen Kameraherstellers Leica Camera AG. Die im Retrostil gehaltene Kamera verfügt über ein Elmarit-Objektiv mit einer Festbrennweite von 24 Millimetern bei einer Lichtstärke von f/2,8 und ist mit einem APS-C Bildsensor mit 12,2 Megapixeln ausgestattet. Die Leica X1 war die erste Kompaktkamera, die von der amerikanischen Bildagentur Getty Images in die Liste der für die Einreichung von Fotos empfohlenen Digitalkameras aufgenommen wurde.

## Merkmale und Ausstattung
Die im September 2009 erstmals vorgestellte Kamera verfügt über ein fest verbautes Leica Elmarit Objektiv mit einer effektiven Brennweite von 36 mm (Kleinbild). Die Bildkontrolle erfolgt über einen auf der Rückseite der Kamera befindlichen 2,7-Zoll-Monitor. Auf der Oberseite der Leica X1 befindet sich ein Einstellrad für die Belichtungszeit und eines für die Blendenvorwahl, sowie der Auslöser, ein Blitzschuh und ein im Gehäuse der Kamera versenkbarer Blitz (Leitzahl 5).
Der Belichtungsindex des digitalen Bildsensors lässt sich in einem Bereich von ISO 100 bis ISO 3200 einstellen und erreicht dabei eine Auflösung von 1132 Linienpaaren pro Bildhöhe bei ISO 1600 und von 1310 bei ISO 400. Die kürzeste Verschlusszeit beträgt 1/2000 Sekunden, die längste 30 Sekunden. Das Signal-Rausch-Verhältnis liegt zwischen 109,9 S/Nx bei ISO 100 und 23,1 S/Nx bei einer manuell eingestellten Belichtungszeit von 3200 ISO.
Als optionales Zubehör für die X1 bietet die Leica Camera AG einen Handgriff, einen Aufstecksucher für den Blitzschuh sowie ein Taschensortiment an.